# Lissochelifer superbus
Lissochelifer superbus es una especie de arácnido del orden Pseudoscorpionida de la familia Cheliferidae.

## Distribución geográfica
Se encuentra en Célebes y la India.